# Weststadt (Braunschweig)

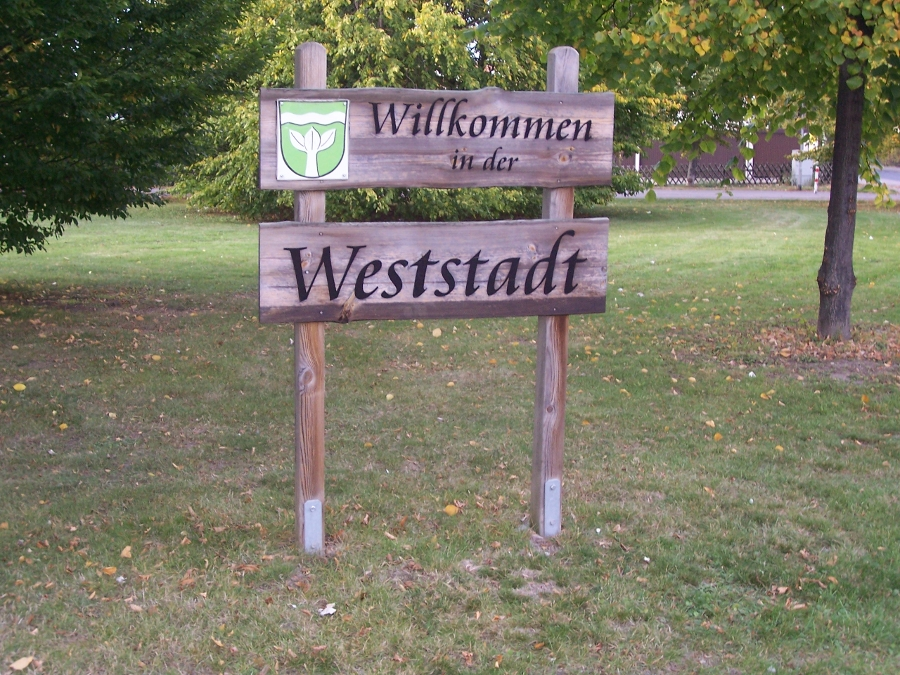
Begrüßungstafel in der Weststadt

Die Weststadt ist ein Stadtteil und Stadtbezirk Braunschweigs und hat die amtliche Nummer 221 (bis 2006 Nr. 311) und die Postleitzahl 38120. Die Weststadt ist ein junger Stadtteil im Südwesten Braunschweigs mit fünf Nachbarschaften und einem zentralen Bereich mit öffentlichen Einrichtungen, der von den 1960er Jahren bis in die 1980er Jahre entstand. Der als grüner Stadtteil mit wohnungsnahen Grünflächen planmäßig angelegte Ort ist umgeben von Parks, Kleingartenanlagen und Wäldern und liegt direkt an der östlich vorbeiführenden Bundesautobahn 391. Der Stadtteil wird gelegentlich auch als Braunschweig-West bezeichnet und als BS-West abgekürzt.
Die Bebauung des Stadtteils besteht größtenteils aus mehrgeschossigen Mehrfamilienhäusern, an den Randlagen auch aus Einfamilienhäusern und Reihenhäusern.

## Geografie
Die Weststadt liegt im Südwesten der Stadt, etwa vier Kilometer Luftlinie vom Zentrum Braunschweigs. Nachbarstadtteile der Weststadt sind im Westen Timmerlah, im Süden Broitzem, im Südosten die Gartenstadt und im Osten grenzt sie an das Westliche Ringgebiet. Im Norden liegt der Westpark (Teil des Stadtbezirks Weststadt) und im Westen der Timmerlaher Busch. Die Weststadt liegt vor allem auf sehr flachem Gelände und auf leichten Anhöhen wie dem Weinberg. Begrenzt wird die Urbanisation im Westen durch den Timmerlaher Busch und das südlich angrenzende Broitzemer Holz, die Bahnstrecke nach Hildesheim im Süden, die Alte Frankfurter Straße im Osten und den Madamenweg im Norden.

## Geschichte

### Vorgeschichte

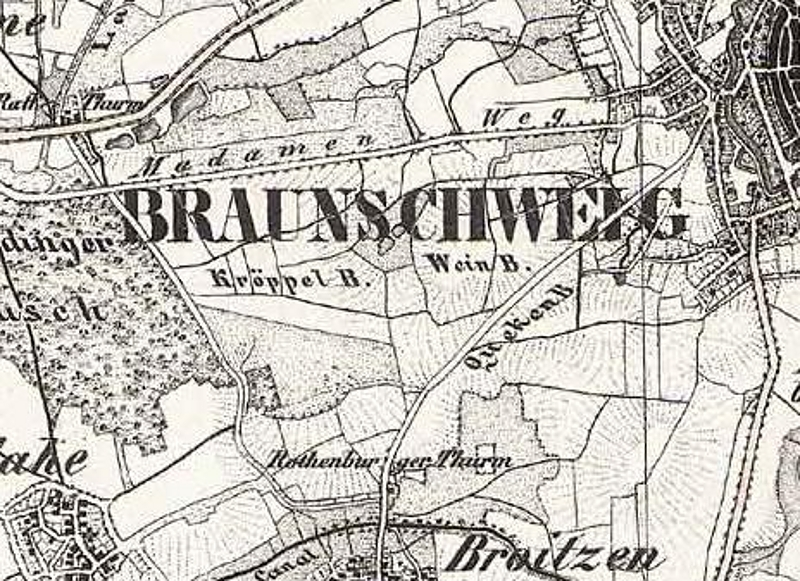
Die Gegend um 1840

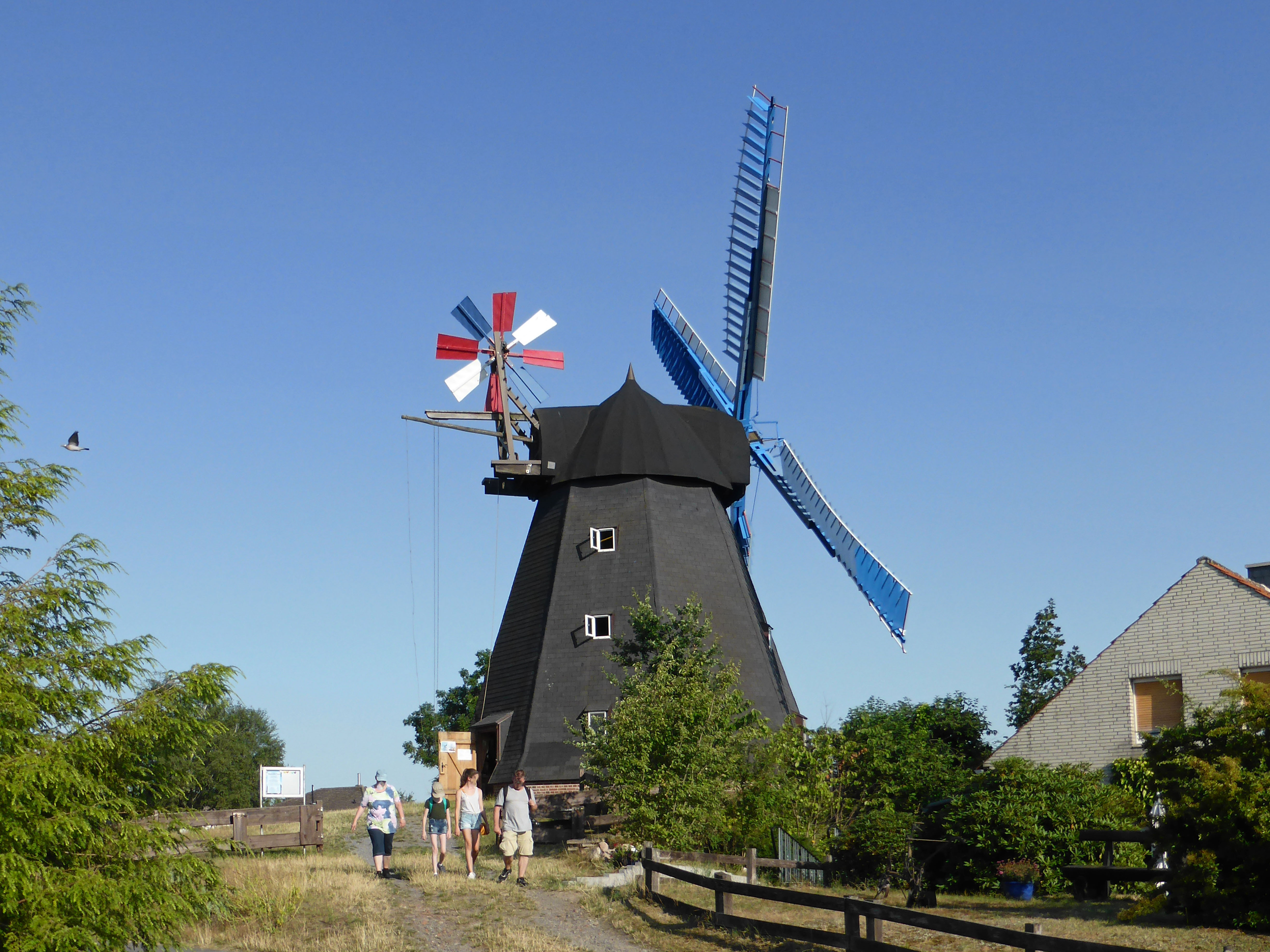
Die Mühle Paula in Steinhude stand von 1863 bis 1912 an der heutigen Traunstraße

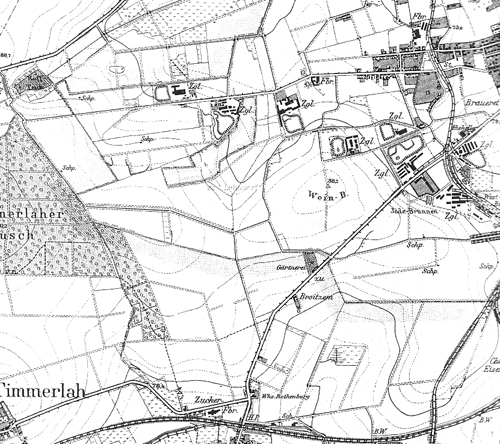
Das Gebiet der Weststadt und des Westparks um 1899

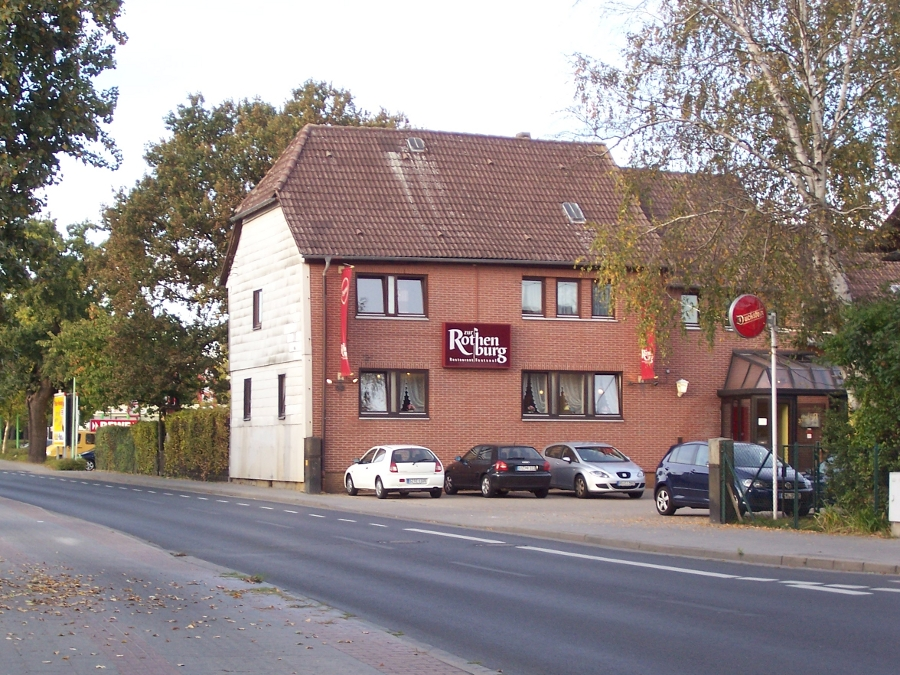
Die Rothenburg

Um 1900 war das Gebiet der heutigen Weststadt fast gänzlich unbebaut. Es bestand vor allem aus Ackerflächen, Wiesen und Tongruben. An der Broitzemer Straße (einer früheren Handelsroute, heute Münchenstraße, Traunstraße, Lichtenberger Straße) gab es vereinzelte Höfe, eine Gärtnerei und das Wirtshaus „Zur Rothenburg“. Die Rothenburg war ursprünglich einer von Braunschweigs Landwehrtürmen und wird bis heute als Restaurant genutzt. Auf dem Gebiet des heutigen Westparks waren zahlreiche Ziegeleien ansässig. 1863 wurde an der heutigen Traunstraße eine Holländermühle erbaut. Diese wurde 1912 abgebaut und nach Steinhude umgesetzt. Eine weitere Mühle befand sich an der Timmerlaher Straße, welche später nach Bierbergen bei Hohenhameln umgesetzt wurde.
1909 wurde der Kleingartenverein Westend gegründet, dessen Gartenanlagen noch heute bestehen und in die wachsende Parklandschaft bzw. Wohnbebauung integriert wurden. 1916 entstand auf einem großen Teil der südöstlichen Wiesen und Ackerflächen der Flugplatz Broitzem. Von 1919 bis 1920 war der kleine Flughafen an das deutsche Liniennetz angeschlossen. Danach wurden auf Teilen des Flugplatzes Kleingärten angelegt. 1924 wurde kurz darauf der Flughafen mit verlängerter Start- und Landebahn wiedereröffnet. 1926 gründete sich die Flughafen GmbH.
1928 entstanden die ersten größeren Wohnflächen im Bereich der Weststadt. An der Broitzemer Straße (heute Traunstraße) gegenüber dem Kleingartenverein Westend entstand die „Siedlung Freiland“ mit einigen Ein- und Zweifamilienhäusern. Weiter östlich wurden 1940 sechs weitere Gebäude errichtet. Sie dienten ab 1945 den Alliierten als Unterkunft.
1929 richtete die deutsche Verkehrsfliegerschule ihre Zentrale am Flughafen Broitzem ein. In der Zeit des Nationalsozialismus wurde der Flughafen zu einem reinen Militärflugplatz; für zivile Flüge wurde damals ein neuer Flughafen in Waggum im Nordosten errichtet. Während der nördliche Teil des Gebietes der heutigen Weststadt bereits zu Braunschweig gehörte, kam der südliche Teil dann letztlich am 1. April 1934 zum Stadtgebiet. Dieser Schritt wurde nötig, damit das ganze Gelände des Flugplatzes im Braunschweiger Stadtgebiet lag. 1935 entstand am Flugplatz Broitzem die Kaserne Broitzemer Straße. Auf der gegenüberliegenden Straßenseite der Münchenstraße befinden sich noch die ehemaligen Offiziershäuser der Kaserne, welche heute als Mietwohnungen und zum Teil soziale Einrichtungen genutzt werden. Die letzte Witwe dieser Offiziere wohnte bis in die 2000er Jahre in einem dieser Häuser. In den Kasernengebäuden wurden nach Kriegsende Flüchtlinge untergebracht.
Die Gebäude des Flughafens wurden teilweise gesprengt, andere Gebäude wurden bis in die 1980er Jahre genutzt und dann beseitigt. Im Mai 1946 wurde der Flugplatz schließlich wieder in Ackerland umgewandelt. Die restlichen verbliebenen Gebäude des Flughafens und der Kaserne wurden später in die Weststadt miteinbezogen, sie wurden nach ihrer Renovierung in den 1980er Jahren bezogen. Eine Flugzeughalle blieb bis August 2006 erhalten und wurde in den letzten Jahren von einem Getränkemarkt und anderen Läden genutzt, das Gebäude der Fliegerschule wird heute als Gemeinschaftshaus Weststadt und als Fachhochschule genutzt. Auch das erste Weststädter Jugendzentrum, die in Erinnerung an die Geschwister Hans und Sophie Scholl „Jugendzentrum Weiße Rose“ benannt wurde, war hier eingerichtet. Seit 1991 wurde es neu konzipiert und in einen Kinder- und Teenyklub umgebaut. Hier wird klassische Hortarbeit mit der offenen Arbeit mit Kindern und Jugendlichen verbunden. Die Kasernengebäude werden von verschiedenen Institutionen genutzt, u. a. bis zu ihrer Auflösung von der ehemaligen Bezirksregierung.
Kurz nach der Umwandlung des Flugplatzes in Ackerflächen entstand dort eine neue Gewerbesiedlung auf dem Lehmanger und dem Möhlkamp, mit vorwiegend großen Gärtnerhöfen, die „Gärtnerhof-Siedlung“. Einige der Gärtnerhöfe wurden zu großen Gärtnereien. Mittlerweile ist keine der Gärtnereien verblieben.
In der Nachkriegszeit herrschte auch in Braunschweig Wohnungsnot, mit dem Bau von Wohnungen im Heidberg und in Melverode konnte der Wohnungsbedarf nicht ausreichend gedeckt werden. Ab 1960 entstand dann an Braunschweigs südwestlicher Stadtgrenze die Weststadt. Sie war das fünftgrößte Baugebiet der damaligen Bundesrepublik und entstand vorwiegend von 1960 bis in die 1980er Jahre. Sie sollte Wohnungen für 30.000 Einwohner bieten. Erste Bebauungen entstanden in der „Siedlung Rothenburg“ und an den Straßen Am Queckenberg, Im Wasserkamp und An den Gärtnerhöfen. Das Jahr 1960 gilt daher als Entstehungszeitpunkt der Weststadt; die letzten größeren Bautätigkeiten fanden schließlich Mitte der 1990er Jahre statt.

### Planung der Weststadt

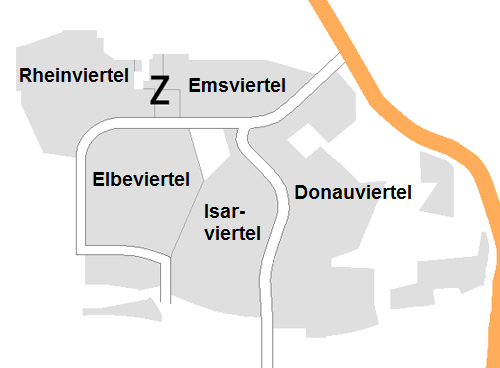
Die fünf Nachbarschaften

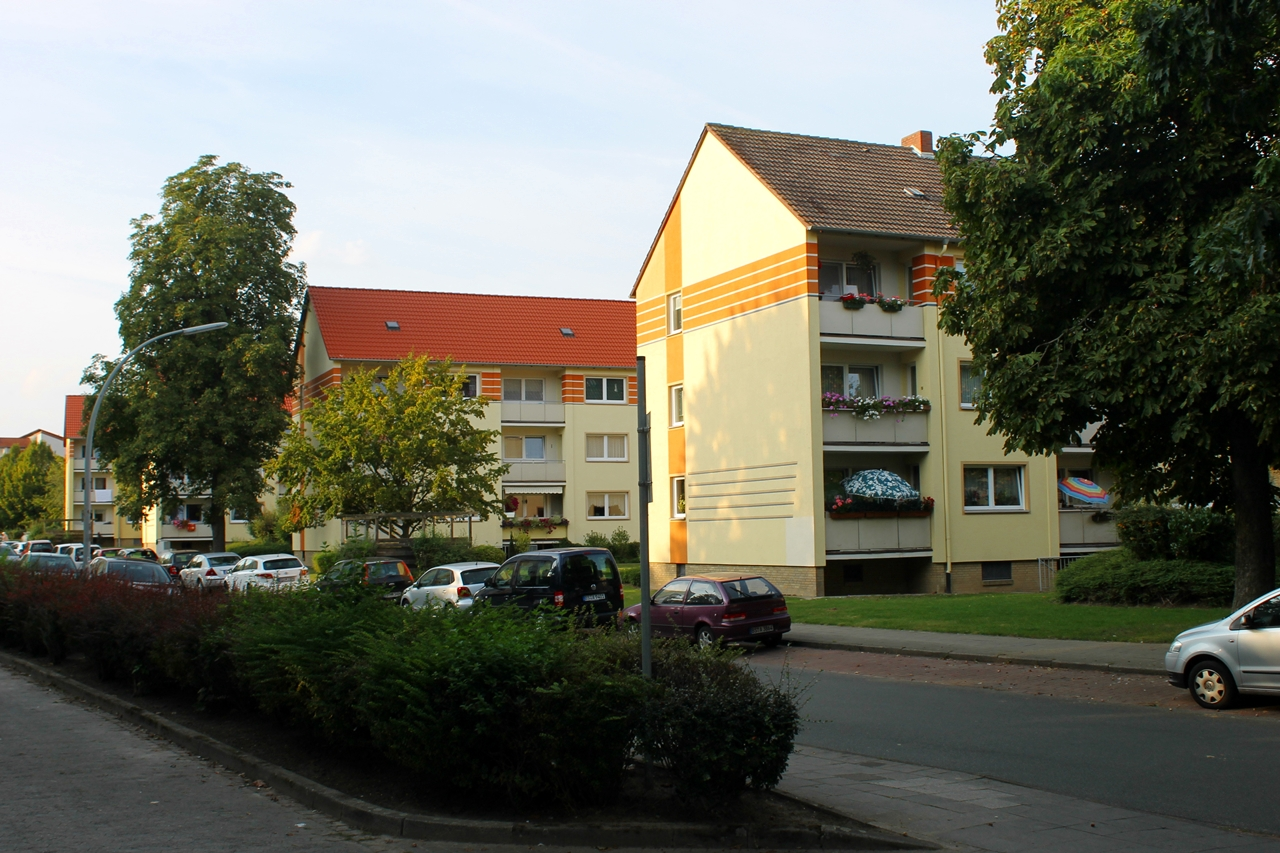
Wohnhäuser der ersten Bauphase (1960er Jahre) im Donauviertel

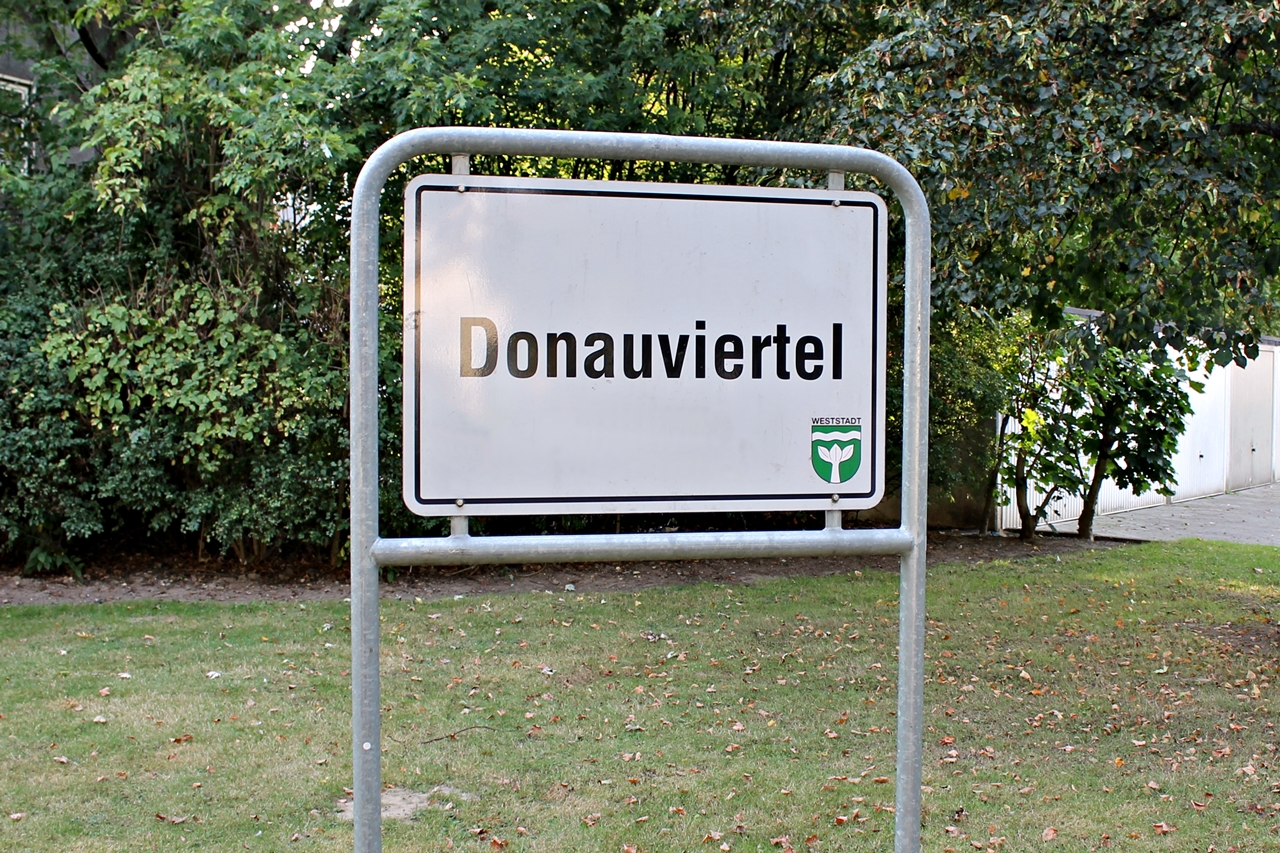
Tafel des Donauviertels

Die Weststadt ist eine Planstadt, in der die Gartenstadtidee umgesetzt wurde. Sie ist aufgeteilt in fünf sogenannte Nachbarschaften, der I. (auch Rothenburg), der II., der III. (auch Rheinringgebiet), der IV. und der V. Nachbarschaft (auch Donauviertel) und dem Bereich Z, in dem sich die öffentlichen Einrichtungen befinden. Jede Nachbarschaft – mit Ausnahme der IV. Nachbarschaft, die ein gemeinsames Einkaufszentrum mit der II. Nachbarschaft hat – hat ihr eigenes Einkaufszentrum. Die Weststadt ist aber auch wie eine Trabantenstadt konzipiert, was sich unter anderem im Straßenaufbau widerspiegelt. Von der Innenstadt Braunschweigs kommend, verläuft eine Hauptstraße (Münchenstraße), die sich dann in der Weststadt in zwei weitere (Elbestraße und Donaustraße) verzweigt. Diese bilden die wichtigsten Verkehrsachsen innerhalb der Weststadt. Das ganze Verkehrsnetz ist so ausgerichtet, dass der Verkehr auf diese zwei Hauptachsen zuläuft und somit zur Innenstadt geleitet wird. Dies ähnelt dem Verlauf von kleinen Flüssen, die nach und nach in einen größeren Fluss fließen. Diese Straßen tragen bis auf einige Ausnahmen den Namen von deutschen Flüssen, wobei auch auf geografische Lagen der Flüsse geachtet wurde. So findet man beispielsweise die Isar-, Inn- und Lechstraße an der Donaustraße, so wie die Isar, der Inn und der Lech Nebenflüsse der Donau sind. Weitere Straßennamen leiten sich von Flurbezeichnungen und Personennamen ab. Einige weitere Straßen und die wenigen Straßen, die in den 1990er Jahren neu entstanden sind, tragen Ortsbezeichnungen. Im Süden wird die Weststadt durch einen Grünstreifen in zwei Teile getrennt, dem Donaupark, er folgt dem Verlauf einer Hochspannungsleitung. Charakteristisch für den Stadtteil sind die in großer Vielzahl angelegten Wegeverbindungen für Fußgänger und Radfahrer. Markantes Merkmal sind die von Weitem erkennbaren drei 43 Meter hohen baugleichen Hochhäuser an der Emsstraße.

### Bau der Weststadt
Als erstes begann man mit dem Bau der I. und V. Nachbarschaft. Zeitgleich begann man mit den Planungen für den ganzen Stadtteil. Anfang der 1970er Jahre kamen die II. und IV. Nachbarschaft hinzu; als Letztes wurde Mitte der 1970er mit der III. Nachbarschaft begonnen.

#### Isar- und Donauviertel

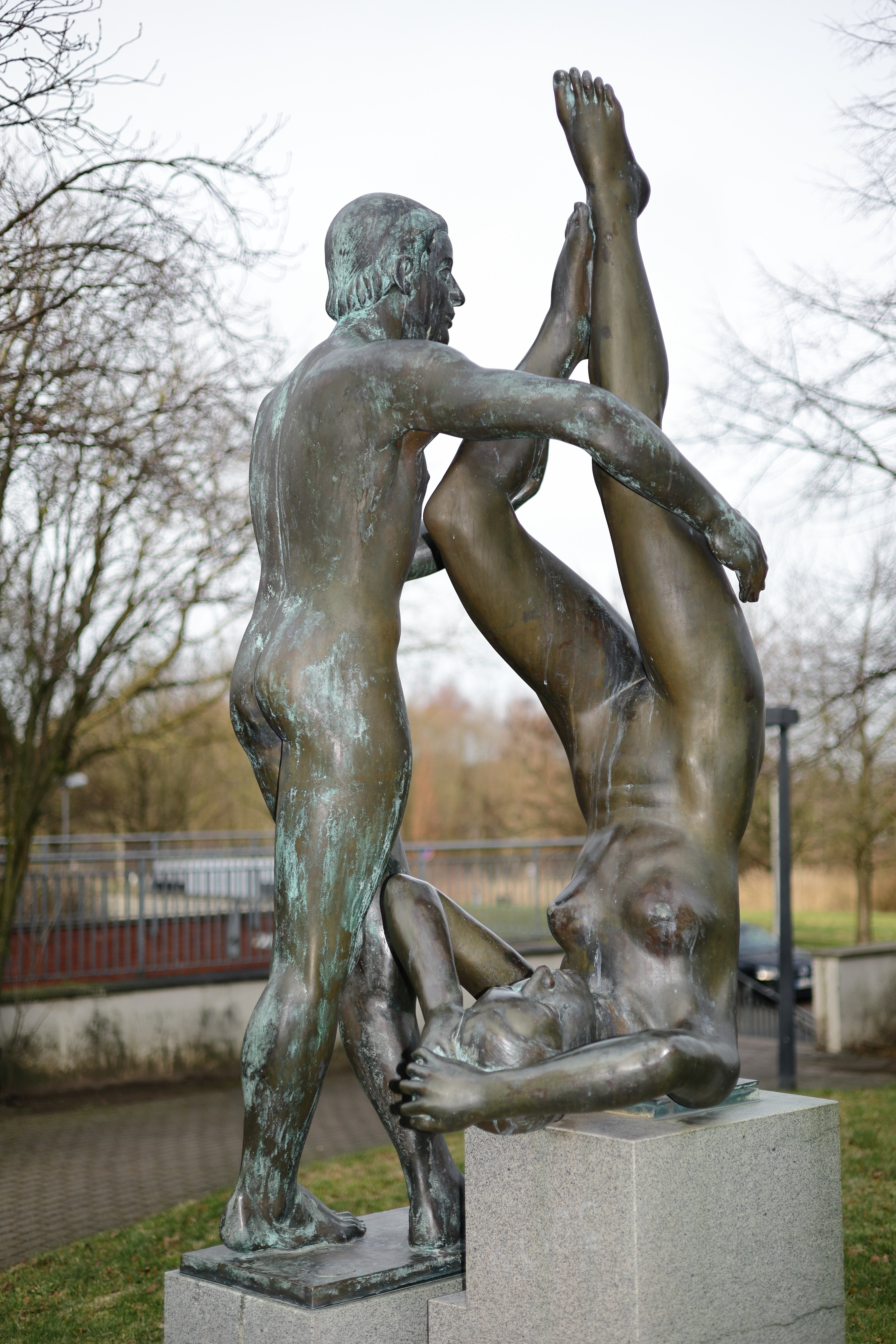
Plastik „Figurenpaar“ von Andreas Krämmer

Die beiden Nachbarschaften entstanden ab 1960. Die I. Nachbarschaft war Ende der 1960er schon fast abgeschlossen. Beim Bau bevorzugte man vor allem Häuser in Zeilen- und Kammbauweise. Hier entstanden die ersten Einkaufsmöglichkeiten, anfangs noch in einer Baracke am Queckenberg, dann ab 1963 an der Donaustraße, später folgten ab 1965 weitere Läden an der Illerstraße. Die Baracke diente später dann von 1966 bis 1969 als provisorische Kirche für die evangelische Gemeinde, und von 1969 bis 1972 für die katholische Gemeinde. Der Behelfsbau wurde schließlich als Jugendzentrum genutzt. Erste Möglichkeiten für sportliche Betätigungen ermöglichte der Sportplatz der ehemaligen Kaserne in der jetzigen V. Nachbarschaft; er wurde vor allem für Fußballspiele genutzt. 1963 wurde die erste Volksschule im Stadtteil eröffnet, 1964 der erste Kindergarten der Weststadt an der Donaustraße.

#### Elbeviertel
Sie bildet den südwestlichen Teil der Weststadt. Ab 1974 wurde hier das überdachte zentrale Einkaufszentrum der Weststadt mit einem Marktplatz errichtet. Unmittelbar daneben wurde 1983 die evangelische Emmauskirche errichtet. Vorwiegend stehen hier Häuser mit Flachdächern, deren Fassaden mit roten Platten verkleidet sind.
Seit 1977 findet auf dem Marktplatz jeden Donnerstag ein Wochenmarkt statt.

#### Rheinviertel

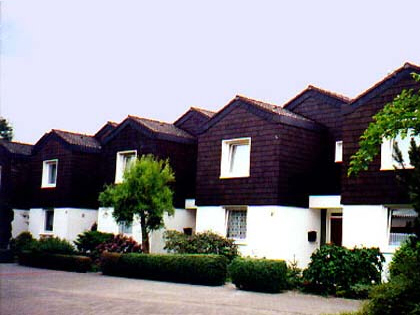
„Helgolandhäuser“ im Rheinviertel

Das Rheinviertel ist die III. Nachbarschaft der Weststadt, es wurde jedoch als letztes begonnen. In der III. Nachbarschaft sollten eigentlich den Planungen nach große und höhere Wohnblöcke mit elf Stockwerken entstehen. Der Bebauungsplan wurde jedoch nicht von der Aufsichtsbehörde genehmigt. Man wollte nicht die monotone Bauweise der IV. Nachbarschaft wiederholen und Hochhäuser kamen allmählich in den Verruf, die Anonymität der Bewohner zu fördern. Der Bau der letzten Nachbarschaft begann Mitte der 1970er Jahre, gleichzeitig entstand das Einkaufszentrum. Die freigelassene Fläche für eine katholische Gemeinde wurde nie mit einem Kirchengebäude bebaut. 1996 wurde sie dem Kinderheim St. Nikolaus überlassen. Die Nachbarschaft wurde nach der Hauptstraße, dem Rheinring, zunächst inoffiziell Rheinringgebiet genannt. Im nordwestlichen Teil wurden hauptsächlich Einfamilienhäuser errichtet.

#### Emsviertel
Die IV. Nachbarschaft ist der nordöstliche Teil der Weststadt rund um die Emsstraße. Der Bebauungsplan wurde 1971/72 entwickelt. Zuständig war die Baugesellschaft Neue Heimat. Hier entstanden auch die drei 43 Meter hohen Hochhäuser; ursprünglich sollten sogar fünf errichtet werden. Die Architektur dieses Bereiches erfuhr viel Kritik.
Die Straßen sind vornehmlich nach Flüssen benannt, die direkt in Nord- oder Ostsee bzw. in Boddengewässer münden (Eider, Recknitz usw.).

#### Bereich Z

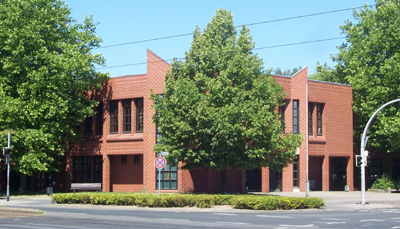
Jugendzentrum „Rotation“

Das „Z“ steht für Zentraler Bereich oder Zentrum. In diesem Bereich der Weststadt konzentrieren sich eine Vielzahl öffentlicher Einrichtungen. Hier entstanden seit den 1970er Jahren rund um den Alsterplatz eine Integrierte Gesamtschule, die Wilhelm-Bracke-Gesamtschule (1974–2015), eine öffentliche Bücherei (1975–2015), ein Jugendzentrum („Rotation“; 1984), ein Polizeikommissariat (1987), ein Kindergarten (1992) und eine Grundschule (Grundschule Rheinring; 1999). Die Wilhelm-Bracke-Gesamtschule zog zusammen mit der Bücherei im Januar 2015 in einen Neubau am Westpark. Geplant waren auch ein Schwimmbad und ein Gebäude für eine gymnasiale Oberstufe. Diese Vorhaben sind zwar nicht verworfen worden, können aber vor allem aus finanziellen Gründen in naher Zukunft nicht umgesetzt werden. Vorbehaltsflächen sind vorhanden. Die gymnasiale Oberstufe ist derzeit im Neubau der IGS untergebracht.

#### VI. Nachbarschaft?
Im Flächennutzungsplan der Stadt Braunschweig (seit 1974) wurden der Weststadt im Südwesten weitere Wohnbauflächen zugewiesen. So könnte dort in Zukunft ein Neubaugebiet entstehen, das die Weststadt um weitere Wohnflächen erweitert.

### Weitere Entwicklung
1972 erhielt der Stadtteil offiziell den Namen Weststadt.
2005 wurde der erste Nachbarschaftstreffpunkt in der Weststadt gegründet, der Treffpunkt Weststadt (später Treffpunkt Am Queckenberg). Mit dem Treffpunkt Saalestraße eröffnete am 6. Dezember 2007 der zweite Treffpunkt. Im August 2008 gründeten die Stadt Braunschweig und mehrere in der Weststadt vertretene Baugenossenschaften den Verein Stadtteilentwicklung Weststadt e. V. Dieser übernahm 2008 die Trägerschaft der Treffpunkte und baute ein Quartiersmanagement für den Stadtteil auf.
Seit 2007 besitzt die Weststadt ein eigenes Wappen, das an den Westpark (grünes Wappen mit einem weißen Baum in der Mitte) und an die Straßennamen erinnert, von denen die meisten ihren Namen von Flüssen haben (weißer Fluss unter dem Baum).
Um das Donauviertel, Emsviertel, Rheinviertel und Teile des Elbeviertels weiterzuentwickeln, stellte die Stadt Braunschweig in den 2000er Jahren ein Konzept für das als Nördliche Weststadt bezeichnete Gebiet auf und bemühte sich über die Förderprogramme Stadtumbau West und Soziale Stadt Fördergelder zu erhalten. Am 8. Juli 2008 wurde der Antrag durch den Rat der Stadt Braunschweig beschlossen. Da diese Fördergelder der Stadt jedoch nicht zugesprochen wurden, beschränkte man die Konzepte nur noch auf Teilgebiete des ursprünglichen gesamten Antrags. Als erstes wurde der Teilbereich Ilmweg (Teilbereich I) aufgenommen. Die Planungen für das Rheinviertel wurden komplett eingestellt und das Emsviertel wurde zurückgestellt. Die Förderung des Donauviertels wurde weiter verfolgt und sollte über andere Förderprogramme realisiert werden. Die Sanierung des Ilmwegs wurde 2009 begonnen und im Sommer 2019 abgeschlossen.
Anlässlich des 50. Jahrestages der Gründung der Weststadt im Jahr 2010 wurden die Bürger Ende 2009 aufgerufen, anhand eines Wettbewerbs Namen für die fünf Nachbarschaften der Weststadt zu finden. Das Ergebnis des Wettbewerbs wurde am 30. Mai 2010 während des zweiten Bürgerbrunches bekanntgegeben. Die naheliegenden Namensvorschläge für die Nachbarschaften lauteten Isarviertel (I), Elbeviertel (II), Rheinviertel (III), Emsviertel (IV) und Donauviertel (V). Am 24. Juni 2010 beschloss der Verwaltungsausschuss der Stadt Braunschweig diese Benennungen, diese Namen waren weitgehend neu, nur der Name Donauviertel war auch schon lange vorher umgangssprachlich in Gebrauch. Ferner waren die Begriffe Rothenburg (Isarviertel) und Rheinringgebiet (Rheinviertel) genutzt worden. Mit der Benennung der Nachbarschaften wurde auch das ehemalige Kasernengebiet dem Donauviertel neu zugeordnet, zuvor gehörte es keiner der Nachbarschaften an, da es nicht zu den Planungen gehörte.
Die Höhe der Kaltmieten befindet sich in der Braunschweiger Weststadt derzeit auf demselben Niveau wie bei allen anderen Außenbezirken Braunschweigs (Stand 2018). Nur die inneren Stadtbezirke und der Stadtbezirk Wabe-Schunter-Beberbach liegen von den Kosten höher.
2016 wurde das Donauviertel in das Städtebauprogramm Soziale Stadt aufgenommen. Eines der ersten Projekte im Donauviertel ist der Abriss und die Kernsanierung von Häusern in der Straße An den Gärtnerhöfen ab 2021, wofür ein großer Teil der Einwohner ihre Wohnungen verlassen mussten.
Im September 2017 wurde das Nachbarschaftszentrum Elbeviertel (bzw. Nachbarschaftszentrum Weststadt) eröffnet. Mit dem Abriss der alten Wilhelm-Bracke-Gesamtschule konnte am Alsterplatz ein neues Wohnquartier entstehen (Wohnquartier am Alsterplatz), die Neubauwohnungen wurden ab 2019 bezogen.
2020 wurde das Einkaufszentrum Rheinring/Elbestraße abgerissen und wird bis 2022 neu gebaut. Ferner gab es die Pläne und Wünsche für den Bau eines Bahnhaltepunkts an der Donaustraße, den Bau eines Feuerwehrhauses, sowie einen Friedhof für den Stadtteil. Der neue Friedhof Weststadt soll nun zwischen Am Lehmanger und Autobahn gebaut werden. Eine neue Feuerwehrwache für den Südwesten Braunschweigs, die auch für die Weststadt zuständig sein wird, wird bei der Gartenstadt an der Westerbergstraße gebaut.

## Demografie und Religion

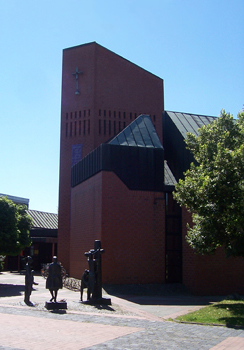
Die Emmauskirche

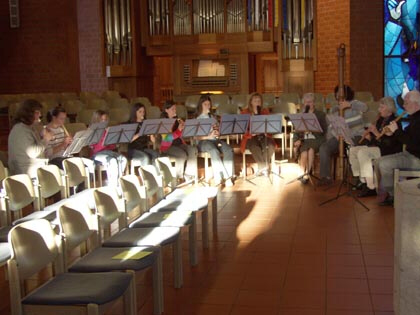
Die Emmauskirche von innen

36,2 % der Weststädter sind evangelisch und 25,8 % katholisch. Sowohl der Anteil der Einwohner unter 20 Jahren als auch der der Einwohner ab 40 Jahren ist höher als im Durchschnitt der Stadt Braunschweig. Der Anteil der ausländischen Bewohner beträgt 8,8 %, in der gesamten Stadt Braunschweig 7,6 %. Von den ungefähr 24.700 Einwohnern der Weststadt sind rund 11.500 Einwohner männlich und rund 13.200 weiblich. 4806 Weststädter leben im statistischen Bezirk Hermannshöhe, 9749 im Bezirk Rothenburg und 8861 im Bezirk Weinberg.
Mit 3430 Einwohnern pro Quadratkilometer ist der Stadtbezirk Weststadt der am viertdichtesten besiedelte Stadtbezirk Braunschweigs. Da im Stadtbezirk jedoch der wohnungsarme Westpark miteinberechnet wurde, wird die Bevölkerungsdichte des enger bewohnten Stadtteils um einiges höher sein.

### Bevölkerungsentwicklung
| Jahr | Einwohner  |
| ---- | ---------- |
| 1963 | ca. 4.000  |
| 1965 | ca. 5.000  |
| 1970 | ca. 12.000 |
| 1974 | ca. 17.000 |
| 1990 | ca. 25.000 |
| 2010 | ca. 23.000 |
| 2019 | ca. 23.000 |

## Politik
| Stadtbezirk Weststadt                                 | Stadtbezirk Weststadt                                 |
| ----------------------------------------------------- | ----------------------------------------------------- |
| Lage des Stadtbezirks Weststadt (rot) in Braunschweig |                                                       |
| Bezirksbürgermeister:                                 | Ulrich Römer (zunächst parteilos, aktuell [2017] SPD) |
| Stadtbezirk:                                          | Nr. 221                                               |
| Einwohner:                                            | 23.360                                                |
| Fläche:                                               | 6,793 km² 3,5 % der Stadtfläche Braunschweigs         |
| Bevölkerungsdichte:                                   | 3.394 Einwohner je km²                                |

### Stadtbezirksrat
Der Stadtbezirksrat der Weststadt hat 17 Mitglieder und setzt sich seit 2016 wie folgt zusammen:
- SPD: 8 Sitze
- CDU: 5 Sitze
- BIBS: 2 Sitze
- Grüne: 1 Sitz
- Die Linke: 1 Sitz

Von 2011 bis 2016 waren folgende Parteien im Stadtbezirksrat des Stadtbezirks Weststadt vertreten: Die CDU mit 7 Sitzen, die SPD mit 7 Sitzen, Die Linke mit einem Sitz, die BIBS mit 1 Sitz und Grüne mit einem Sitz.
Von 2006 bis 2011 waren folgende Parteien im Stadtbezirksrat des Stadtbezirks Weststadt vertreten: Die CDU mit 9 Sitzen, die SPD mit 6 Sitzen, Die Linke mit einem Sitz und die FDP mit einem Sitz.

### Bezirksbürgermeister
Bezirksbürgermeister des Stadtbezirks Weststadt war bis zu seinem Tode am 31. Dezember 2007 Dirk-Robert Stanko von der CDU. Sein Nachfolger wurde der jahrelange Jugend- und Kontaktbeamte der Polizei Rolf-Dieter Meyer (CDU). Seit der Wahl 2011 ist der Pastor i. R. Ulrich Römer (parteilos, jetzt SPD) Bezirksbürgermeister.

### Statistische Bezirke
Der Stadtbezirk setzt sich aus folgenden statistischen Bezirken zusammen:
Der Großteil der Weststadt verteilt sich auf die statistischen Bezirke
- Hermannshöhe (Nr. 26)
- Rothenburg (Nr. 27)
- Weinberg (Nr. 28)

Der südwestliche Teil liegt im statistischen Bezirk
- Broitzem (Nr. 56)

### Wappen
| Wappen von Weststadt | Blasonierung: „In Grün unter einem erhöhten silbernen Wellenbalken, ein wachsender, dreiblättriger, silberner Baum.“ |
| Wappen von Weststadt | Wappenbegründung: Die Weststadt ist der jüngste Stadtteil Braunschweigs. Mit dem Westpark und vielen anderen Grünanlagen ist er überdies ein Stadtteil im Grünen. Diese Identität wird durch den aus dem Schildfuß wachsenden jungen Baum symbolisiert. In der Weststadt sind die meisten Straßen nach Flüssen (zurzeit 75) benannt. Diese Besonderheit wird nach dem Grundsatz pars pro toto (ein Teil [steht] für das Ganze) durch den Wellenbalken versinnbildlicht. Diese Natursymbole und die grüne Farbe der Hoffnung verdeutlichen die Hoffnung der Einwohner auf ein weiteres gedeihliches Wachstum des Stadtteils in einer friedlichen Zukunft. Das Wappen wurde vom Heraldiker Arnold Rabbow gestaltet und nach vorausgegangener Bürgerbefragung vom Bezirksrat am 25. April 2007 als Bezirkswappen einstimmig angenommen. |

## Sehenswürdigkeiten und Bauwerke

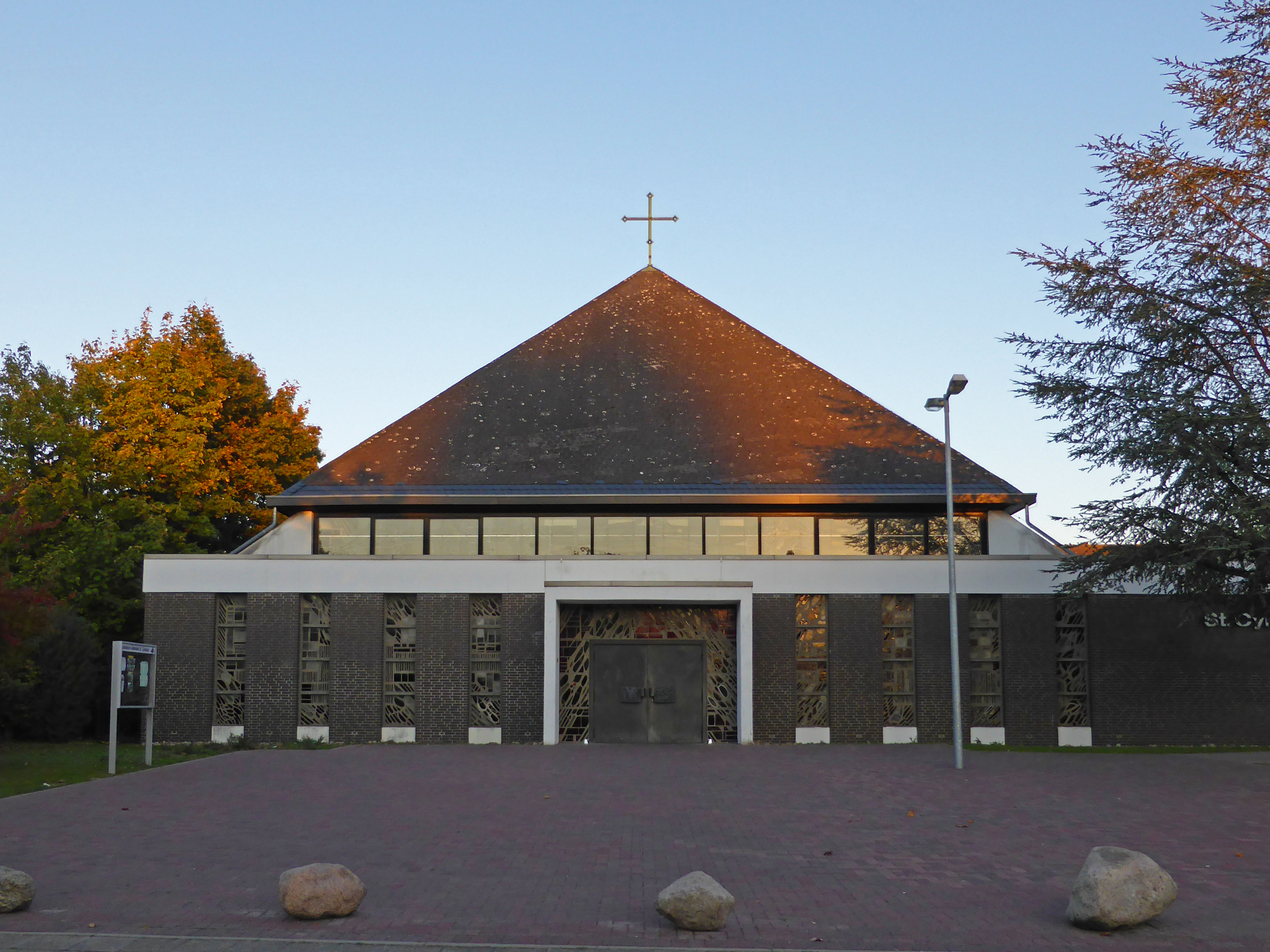
Die Cyriakuskirche

### Kirchen
In der Weststadt stehen zwei Kirchen, die evangelische Emmauskirche und die katholische Cyriakuskirche, sowie einige weitere Gemeindehäuser.

#### Sankt Cyriakus
Die Weststadt bot ab 1960 einer Vielzahl Heimatvertriebener eine neue Wohnstätte. Somit stellten die Katholiken schon von Beginn an einen Teil der Weststädter Bevölkerung. Es wuchs nach und nach eine katholische Gemeinde heran.
Die katholische Gemeinde hielt ab Anfang der 1960er zunächst ihre Gottesdienste im Kindergarten an der Donaustraße ab, 1969 zogen sie in den ehemaligen Behelfsbau der evangelischen Gemeinde. 1967 wurde aufgrund der stetig wachsenden Anzahl der Katholiken die Einrichtung einer katholischen Gemeinde im Stadtteil angeordnet. Die neue Gemeinde wurde, wie auch der Cyriaksring, nach dem einstigen Cyriakusstift benannt.
Am 16. Oktober 1971 wurde der Grundstein für das neue Kirchengebäude gelegt, im Juni 1972 das Gemeindezentrum übergeben und am 23. Juni 1973 wurde die St. Cyriakuskirche eingeweiht. Der Kirchenbau, dessen hohes Dach die Form einer Pyramide hat, wurde für 5.000 Menschen ausgelegt. 1992 erfolgte eine künstlerische Neugestaltung nach Entwürfen von Claus Kilian. Am 23. Juni 1998 wurde zum 25. Kirchweihjubiläum der Gemeinde St. Cyriakus eine neue Pfeifenorgel eingeweiht.
Planungen, eine zweite katholische Kirche an der Elbestraße zu errichten, wurden nicht umgesetzt.

#### Emmauskirche
Die evangelisch-lutherische Kirchengemeinde Braunschweig-Weststadt wurde 1966 gegründet, sie verfügt über die 1980–83 errichtete Emmauskirche und gehört zur Propstei Braunschweig.
Das 1976 eingeweihte Haus der Mitte an der Recknitzstraße wird heute von der mit Uns Gemeinde genutzt, eine evangelisch-lutherische Gemeinde für geistig behinderte Menschen.

#### Weitere Konfessionen
Das 1969 eingeweihte Haus der Kirche an der Lichtenberger Straße wurde 2007 von der evangelisch-lutherischen Kirche aufgegeben, die Nachnutzung erfolgt durch eine Baptisten-Gemeinde.

### Kunstwerke

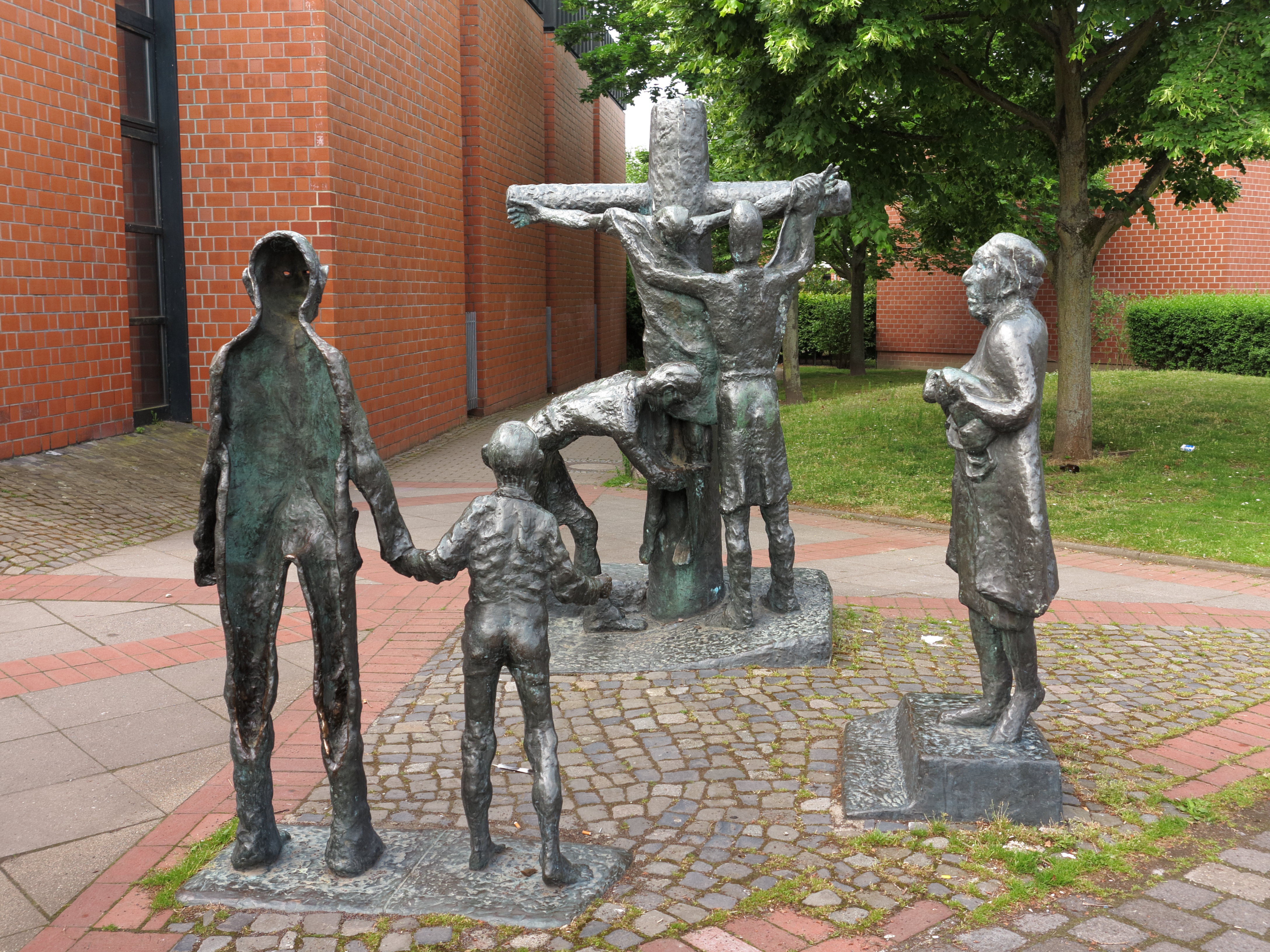
Marktplatz mit der Plastik „Kreuzabnahme“

In der Weststadt sind einige Standbilder aufgestellt. Besonders erwähnenswert sind die Plastiken „Kreuzabnahme“ und „Figurenpaar“. Die „Kreuzabnahme“ befindet sich auf dem Marktplatz vor der Emmauskirche. Sie wurde am 10. November 1983 eingeweiht und ist eine Plastik des Kölner Bildhauers Helmut Moos. Die Plastik „Figurenpaar“ von Andreas Krämmer wurde am 2. Dezember 1995 eingeweiht. Eine weitere Anzahl von Kunstwerken befinden sich im Westpark. Die beiden Kirchengemeinden der Weststadt besitzen darüber hinaus mit zeitgenössischer Kunst reich verzierte Fensterscheiben und sind mit weiteren modernen Gegenständen ausgestattet. Die Fenster der Cyriakus-Kirche stellen verschiedene Szenen aus dem Alten und dem Neuen Testament dar.

## Erholung, Freizeit und Sport

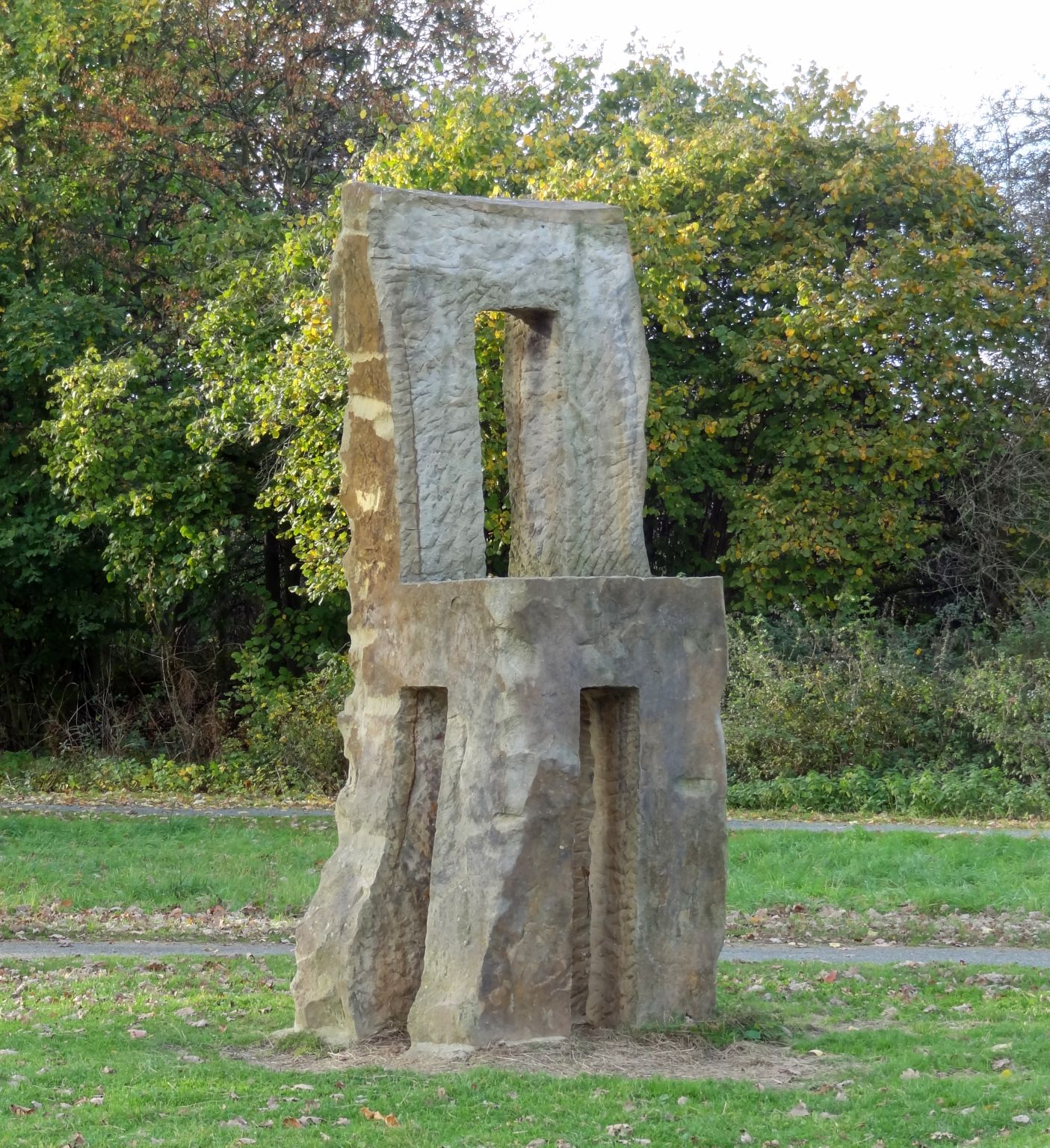
Die 3,50 m hohe Skulptur „Stuhl“ im Westpark

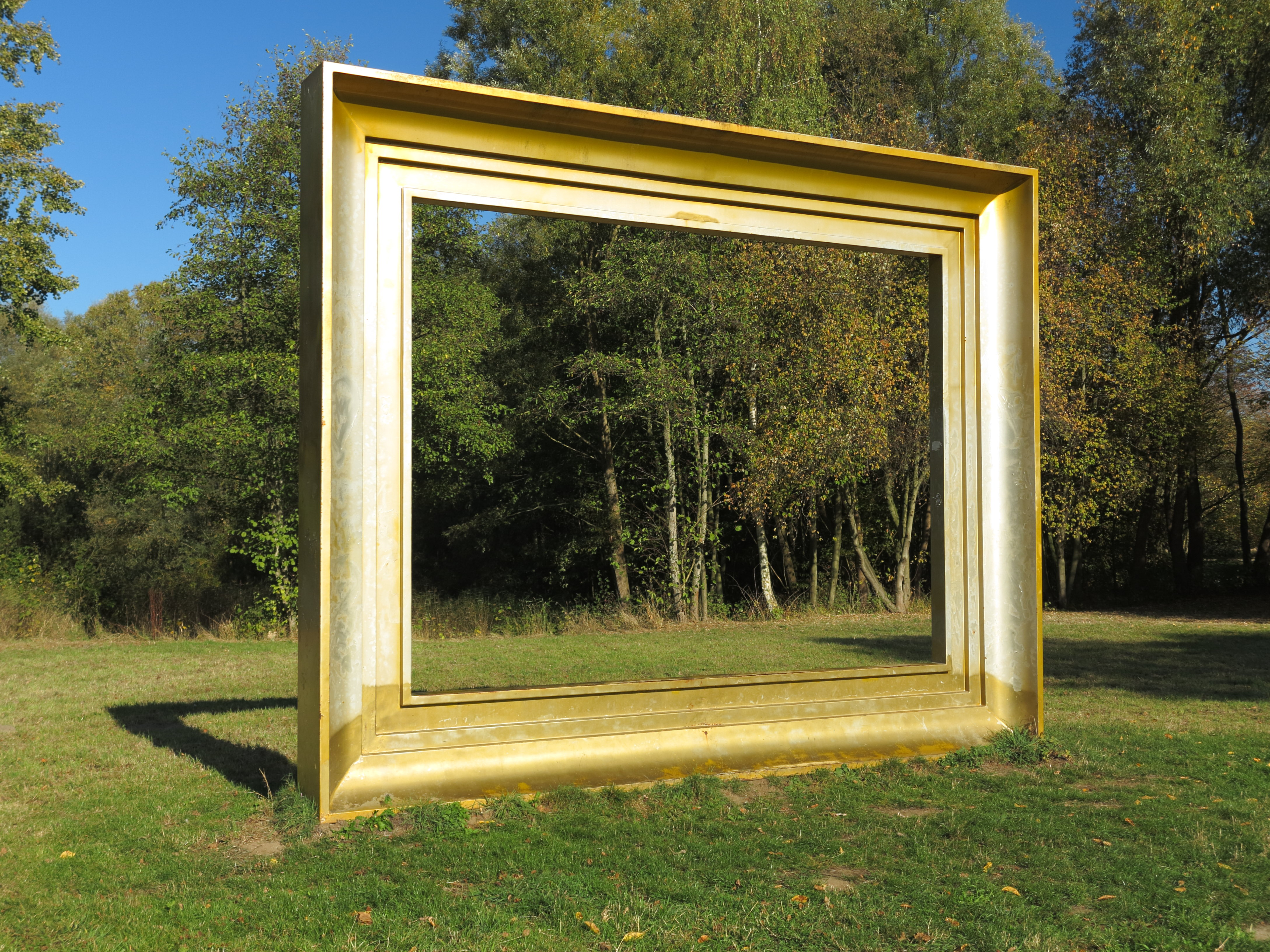
Der Bilderrahmen im Westpark

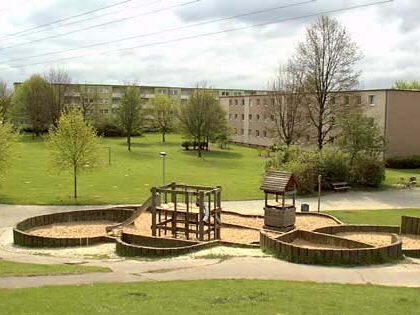
Spielplatz im Donaupark (in seiner Form bis 2011)

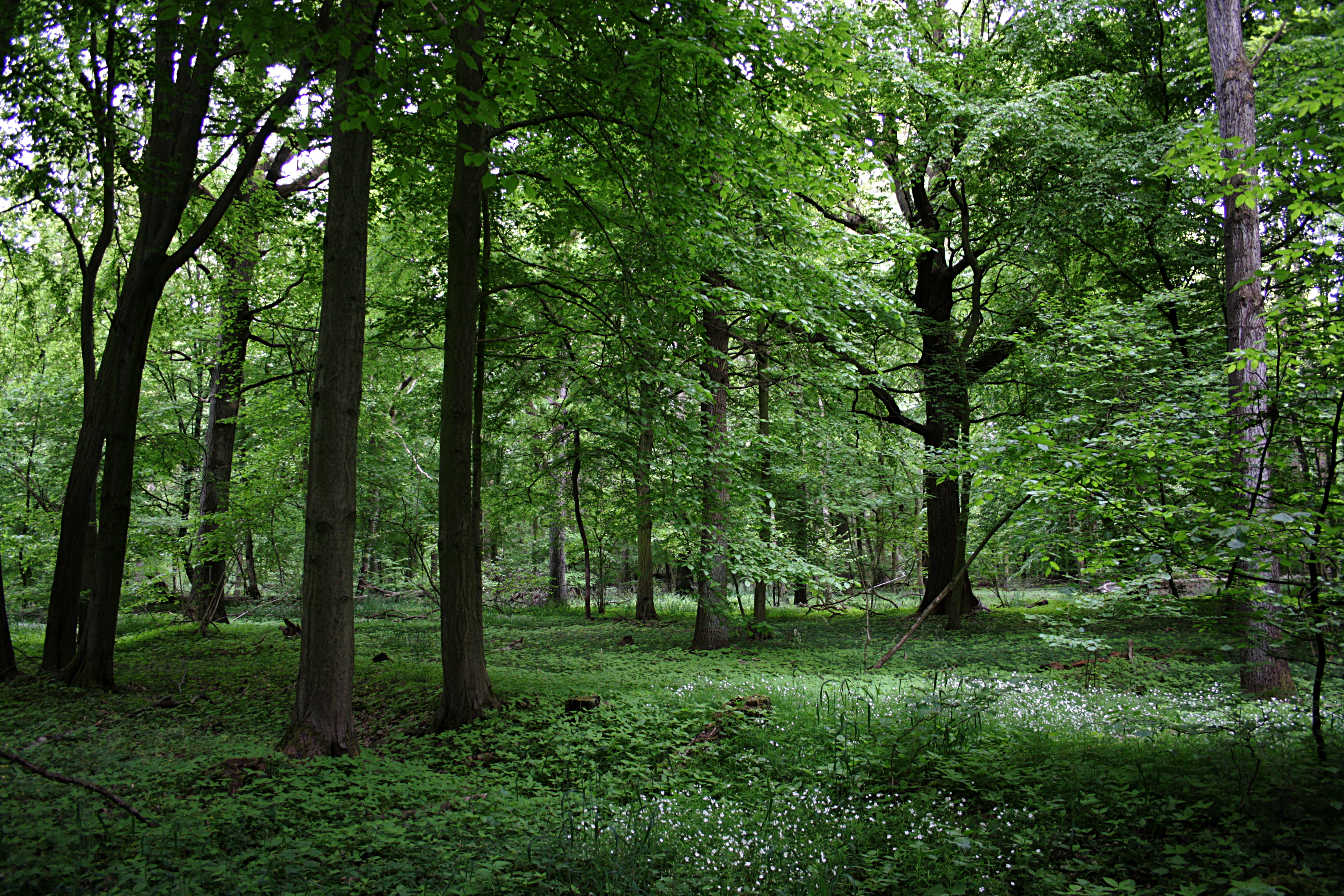
Der Timmerlaher Busch

### Parkanlagen und Grünanlagen
Die Weststadt ist umgeben von Park- und Forstflächen. Ferner verläuft südlich der Weststadt der Fuhsekanal, ein kleiner künstlicher Graben, an dem man abschnittsweise am Ufer entlang spazieren und Rad fahren kann. Im Osten verläuft das ehemalige Ringgleis, das zu einem Geh- und Radweg ausgebaut wurde. Über diesen kann man das Westliche Ringgebiet, die Gartenstadt und das Kennelgebiet und den Südsee erreichen. Im Bereich der Weststadt informieren Tafeln der Zeitschiene über die Geschichte der Eisenbahn und Wirtschaft der Stadt.

#### Westpark
Der Westpark ist ein Naherholungsgebiet, das sich auf einer Fläche von 240 Hektar erstreckt. Die Parkflächen innerhalb des Naherholungsgebietes betragen 110,8 Hektar, weitere Flächen nehmen unter anderem Kleingärten, Landwirtschaftsflächen und Teiche ein. Der Westpark entstand ab 1980 auf der Grundlage einer Gesamtplanung von Prof. Nagel und ist gegenwärtig noch in Entwicklung. Der südwestliche Teil nimmt teilweise die Züge eines Waldes an und bietet Schutz für unterschiedliche Wildarten. Dort befinden sich auch Reste der alten Landwehr. Der Nordosten ist eher ländlich geprägt und wird durchzogen von verschiedenen Wildblumenwiesen. Im nordwestlichen Teil befinden sich die Raffteiche sowie verschiedene weitere Biotope.
Bereichert wird der Park durch einige Kunstwerke, gestaltet und umgesetzt von der HBK Braunschweig, wie „Der Bilderrahmen“ und die Skulpturen „Der Stuhl“, „Das Paar“ und „Der Informationspfeiler“.
Eines der wichtigsten Projekte der letzten Jahre war vornehmlich die Anlage einer dreireihigen Lindenallee in Ost-West-Richtung mit Geh-, Rad- und Reitweg entlang des Madamenweges. Von 2006 bis 2007 wurden im Süden des Westparks neben der Weststadtbebauung ein Jugendplatz und Spielplatz errichtet. Dies geschah als Ersatz für den 2005 für das ECE-Einkaufszentrum Schloss-Arkaden bebauten Schlosspark. Im Nordosten des Westparks sollte ein großer See mit Insel entstehen.
Im Osten des Westparks sollte das Veranstaltungsgelände „Millennium“ mit einer Veranstaltungshalle, einem eingepassten Freilufttheater und einem aus Bauschutt aufgeschütteten Aussichtsberg entstehen. Mit Stand 2025 wird das „Millenium Event Center“ als Mehrzweckhalle betrieben. Der Berg soll bei seiner Fertigstellung den höchsten Punkt Braunschweigs darstellen. Er bietet einen freien Blick auf die gesamte Stadt Braunschweig.

#### Parkanlage Münchenstraße
Unter dem Projektnamen „Parkanlage Münchenstraße“ ist ein weiterer Park geplant. Der neue Park im Osten der Weststadt entsteht zwischen Ludwig-Winter-Straße, Am Queckenberg, Am Lehmanger und der A 391. Die Parkanlage soll mit Fördermitteln kofinanziert werden. Erste Planungen für diesen Park gab es schon in den 1970er Jahren. Der Park soll im Stil der Moderne gestaltet werden. Die Brachfläche war bis 1945 Teil der Gelände des Flughafens Braunschweig-Broitzem und der Kaserne Münchenstraße.

#### Grünzug West (Donaupark)
Eine bürgernahe rund 9 Hektar große Grünanlage stellt der nach der Donaustraße umgangssprachlich so genannte Donaupark dar (eine offizielle Bezeichnung fehlt, in städtischen Unterlagen wird es als Grünzug West bezeichnet). Er durchzieht über fast 1700 Meter die südliche Hälfte der Weststadt und folgt dem Verlauf einer Hochspannungsleitung. Der Donaupark bietet eine autoverkehrsfreie Geh- und Radverbindung zwischen dem Westen und dem Osten der südlichen Weststadt. Im Park befinden sich ein paar Spielplätze, am Muldeweg befindet sich der Wasserspielplatz der Weststadt.

#### Broitzemer Holz und Timmerlaher Busch
Westlich des Stadtteils liegen die beiden Forste Broitzemer Holz und der Timmerlaher Busch. Ein weites Wegenetz bietet Möglichkeiten zur Erholung und Spaziergängen. Zudem findet sich dort auch Wild.

### Freizeit und Sport
Für sportliche Aktivitäten bietet der Westpark zahlreiche Möglichkeiten an, so zum Beispiel das Sommerbad Raffteich und die Bezirkssportanlage Westpark. Eine Discgolf-Anlage mit 18 Körben und eine generationsübergreifende Trimm-Anlage (Calisthenics) können kostenlos genutzt werden. Auf dem Jugendplatz kann geskatet und Basketball gespielt werden. An mehreren Orten in der Weststadt verteilt finden sich Bolzplätze.

#### Vereine
Der Bürgerverein Weststadt unterstützt alle Initiativen und Arbeitsgruppen, deren Arbeit sich positiv auf die Lebensqualität im Stadtteil auswirken kann. Er arbeitet eng mit den Organisationen zusammen, die mit ihren Veranstaltungen auch für mehr Zusammenleben im Stadtteil sorgen wollen. Ansässige Sportvereine sind der SC Victoria Braunschweig, der Schützenverein Belfort, der KS Polonia Braunschweig, der TC-Westpark und der Koronar-Sportverein Braunschweig. Zudem ist der MTV Braunschweig seit seinem Wegzug aus dem Kennelgebiet in der Bezirkssportanlage Westpark beheimatet.

#### Kleingartenanlagen
Im Bereich der Weststadt und des Westparks befinden sich die Kleingartenvereine KGV Einigkeit, KGV Ganderhals, KGV Hermannshöhe, KGV Holzenkamp, KGV Klosterkamp, KGV Kröppelberg, KGV Lange Wanne, KGV Am Lehmanger, KGV Madamenweg, KGV Raffteich, KGV Am Timmerlaher Busch, KGV Weinberg und KGV Südwest.

## Kultur und Veranstaltungen

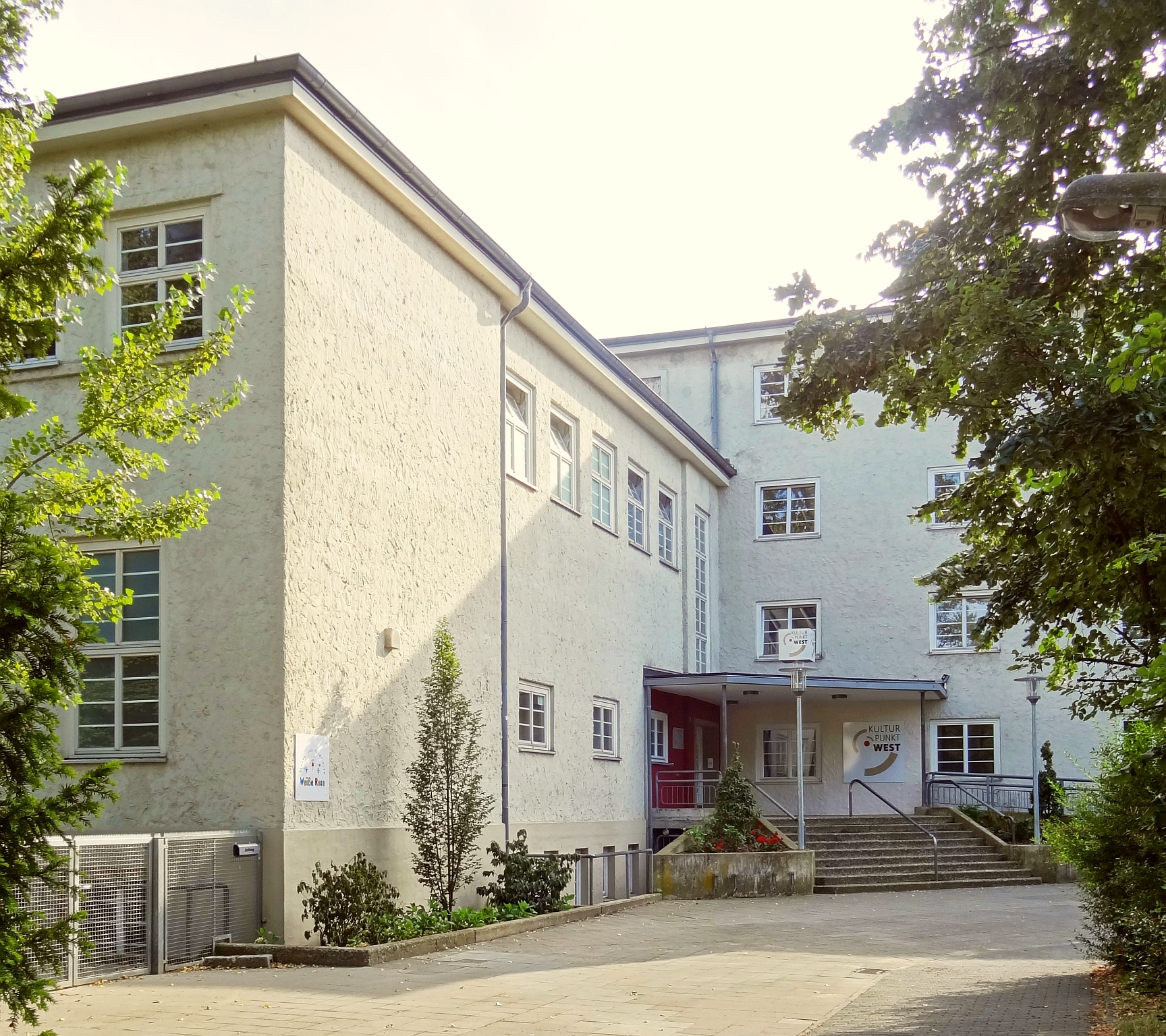
Der Kulturpunkt West

An der Ludwig-Winter-Straße befindet sich der Kulturpunkt West (ehemals Gemeinschaftshaus Weststadt), ein Veranstaltungsort für kulturelle und gesellschaftliche Zwecke.
Die Interessengemeinschaft Braunschweiger Bücherbasar veranstaltet seit 2002 regelmäßig im Kulturpunkt den Braunschweiger Bücherbasar.
Am 18. Mai 2008 fand erstmals der Bürgerbrunch Weststadt statt. Dieser wurde von dem Bürgerverein Weststadt e. V. mit der Baugenossenschaft Wiederaufbau, dem Nachbarschaftsverein Wiederaufbau und der Nibelungen-Wohnbau-GmbH im Einkaufszentrum Elbestraße veranstaltet. 2010 und 2012 wurden jeweils ein weiterer Brunch veranstaltet.
Weitere regelmäßige Veranstaltungen sind das Sommerfest und das Drachenfest.

### Weststadtfest
Einmal jährlich im September findet das dreitägige Weststadtfest auf dem Festplatz an der Ludwig-Winter-Straße statt.

### Weststadtwoche
Die Weststadtwoche ist eine jährlich stattfindende Themenwoche mit Veranstaltungen und Diskussionsrunden zu gesellschaftlichen Themen, an der sich verschiedene Akteure der Weststadt beteiligen.

### Weihnachtsmarkt
An jedem 3. Advent findet im Einkaufszentrum der Weststadt der Weihnachtsmarkt des Stadtteils statt.

## Wirtschaft und Infrastruktur

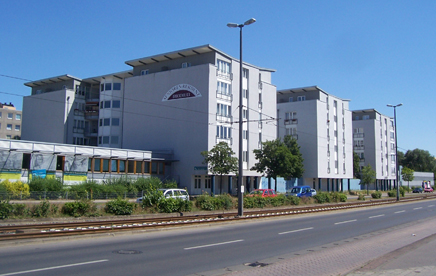
Seniorenresidenz Brockenblick

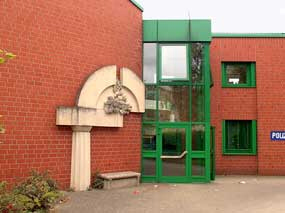
Polizeikommissariat in der Weststadt

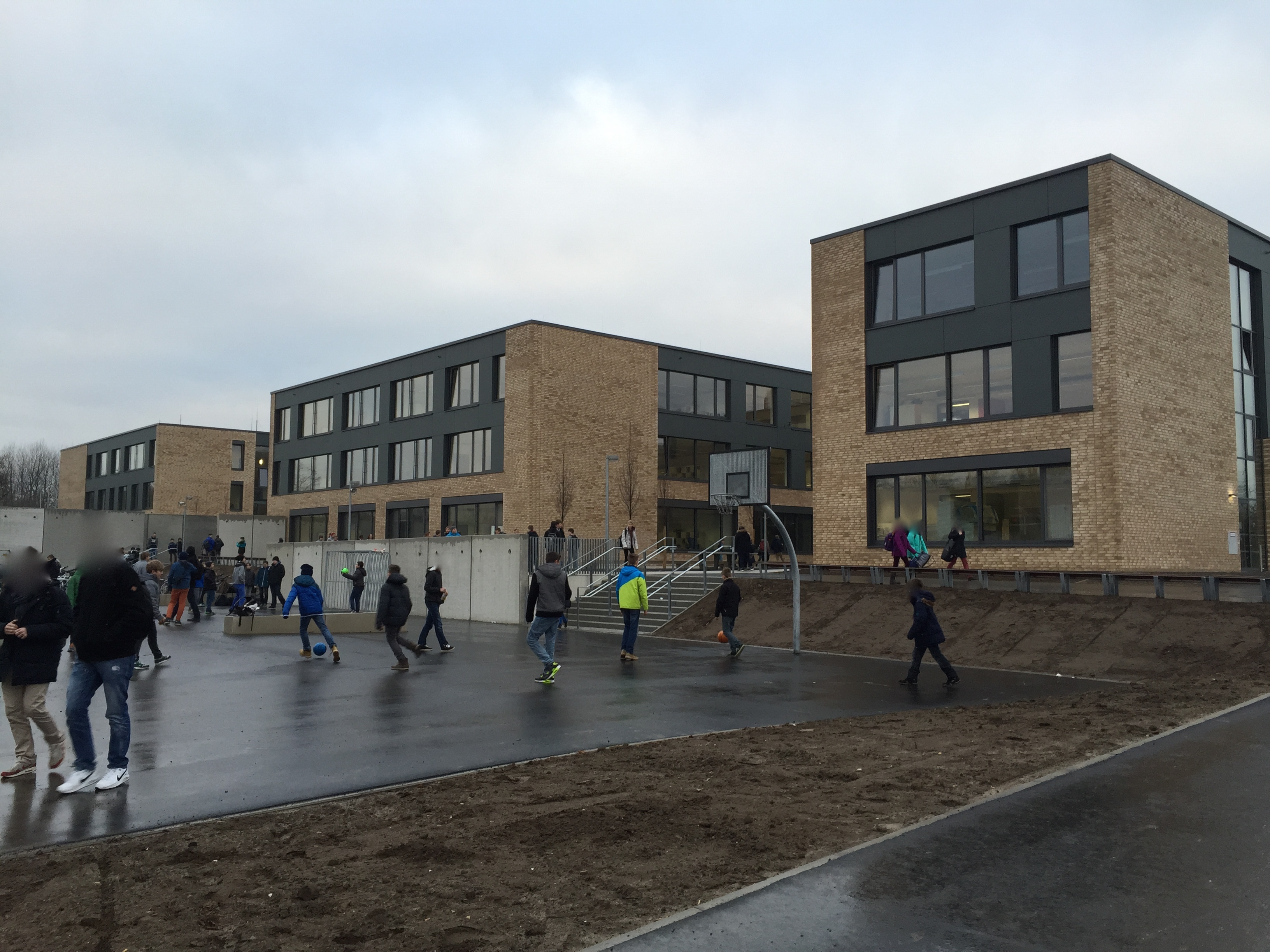
Die Wilhelm-Bracke-Gesamtschule

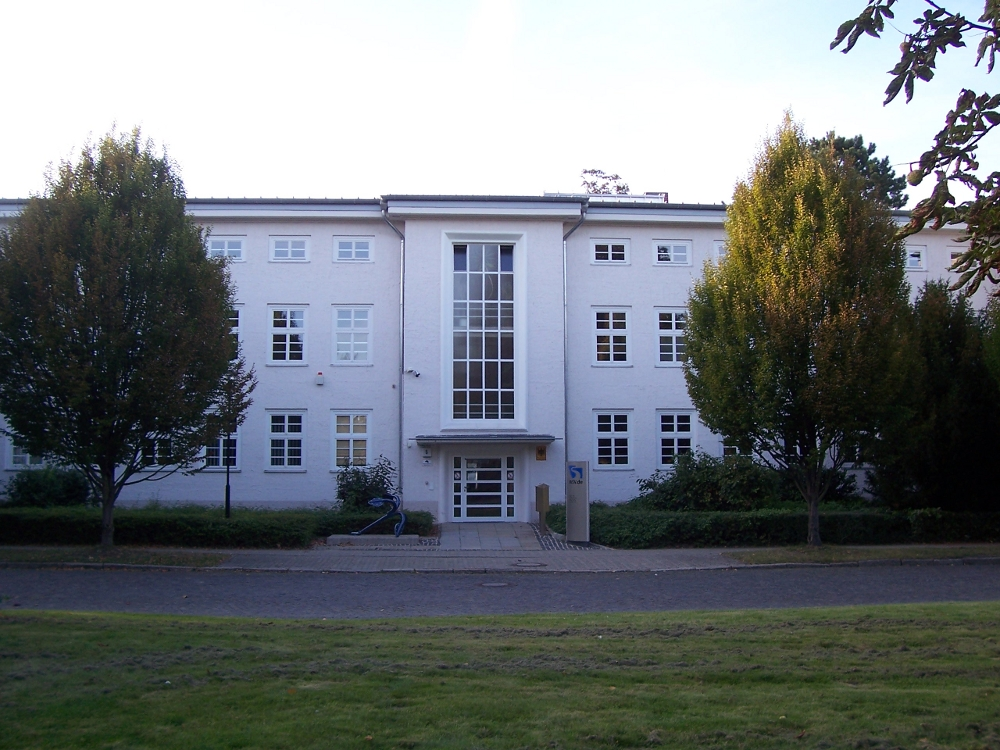
Wasserstraßen- und Schifffahrtsamt Braunschweig

### Öffentliche Einrichtungen
Im Stadtbezirk gibt es fünf Alten- und Pflegeheime: Das Altenheim der Alerds-Stiftung, die Seniorenresidenz Brockenblick, die Stiftung St. Thomaehof, Wohnen mit Zukunft (Betreutes Wohnen Ilmenaustraße) und das Haus am Lehmanger.
Im Stadtbezirk befinden sich drei Banken: eine Filiale der Braunschweigischen Landessparkasse (Alsterplatz), eine Filiale der Postbank (Einkaufszentrum Elbestraße) und eine Filiale der Volksbank BraWo (Einkaufszentrum Isarstraße).
Darüber hinaus sind die Geschäftsstelle Braunschweig und der Ortsverband Braunschweig der Bundesanstalt Technisches Hilfswerk, die Johanniter-Unfall-Hilfe e. V., das Niedersächsische Landesamt für Bezüge und Versorgung, das Staatliche Amt für Wasser und Abfall Braunschweig, der Niedersächsische Landesbetrieb für Wasserwirtschaft, Küsten- und Naturschutz (Ehemals Niedersächsischer Landesbetrieb für Wasserwirtschaft und Küstenschutz), das Finanzamt für Fahndung und Strafsachen Braunschweig, das Wasserstraßen- und Schifffahrtsamt Braunschweig und das Amt für Agrarstruktur im Stadtteil angesiedelt.

### Bildung
Kindertagesstätten:
- AWO-Kindertagesstätte Ilmenaustraße
- AWO-Kinder- und Familienzentrum Muldeweg
- DRK-Familienzentrum – Krippe Ilmweg
- Ev.-luth. Familienzentrum und Kindertagesstätte Ahrplatz
- Ev.-luth. Familienzentrum und Kindertagesstätte „Arche Noah“ (Lechstraße I)
- Ev.-luth. Familienzentrum und Kindertagesstätte „Mittenmank“ (Lechstraße II)
- Kath. Familienzentrum St. Maximilian Kolbe
- Kindergruppe Till Eulenspiegel e. V. – Lüttenland
- Kindergruppe Till Eulenspiegel e. V. – Till macht Bimbambule
- Städtische Kindertagesstätte Alsterplatz
- Städtische Kindertagesstätte Recknitzstraße
- Waldorfkindergarten „Rudolf-Steiner-Straße e. V.“

Schulen:
- Grundschule Altmühlstraße (davor: Am Lehmanger)
- Grundschule Ilmenaustraße
- Grundschule Rheinring
- Orientierungsstufe Rothenburg (bis 2004)
- Hauptschule Rothenburg (bis 2009)
- Realschule LebenLernen
- Wilhelm-Bracke-Gesamtschule, Integrierte Gesamtschule mit gymnasialer Oberstufe
- Freie Waldorfschule Braunschweig e. V.

Fachhochschule:
- Fachbereich Sozialwesen der Ostfalia Hochschule für angewandte Wissenschaften (bis 2010)

### Wirtschaft
Die Weststadt ist größtenteils ein reines Wohngebiet. Am Rand sind kleinere Gewerbegebiete vorhanden. Im Südosten der Weststadt liegt das Gewerbegebiet Friedrich-Seele-Straße. Ansässig sind u. a. das Unternehmen Schimmel-Pianos, auf demselben Grundstück befindet sich der Schimmel Gewerbepark mit zahlreichen weiteren Unternehmen, die Telekom, die UHER Informatik Braunschweig, die MIAG Fahrzeugbau GmbH, die Connexus GmbH, die Setron GmbH, die Action Europe GmbH und weitere kleine Unternehmen. Außerdem ist die Braunschweiger Niederlassung der BauBeCon in der Weststadt beheimatet.

### Verkehr

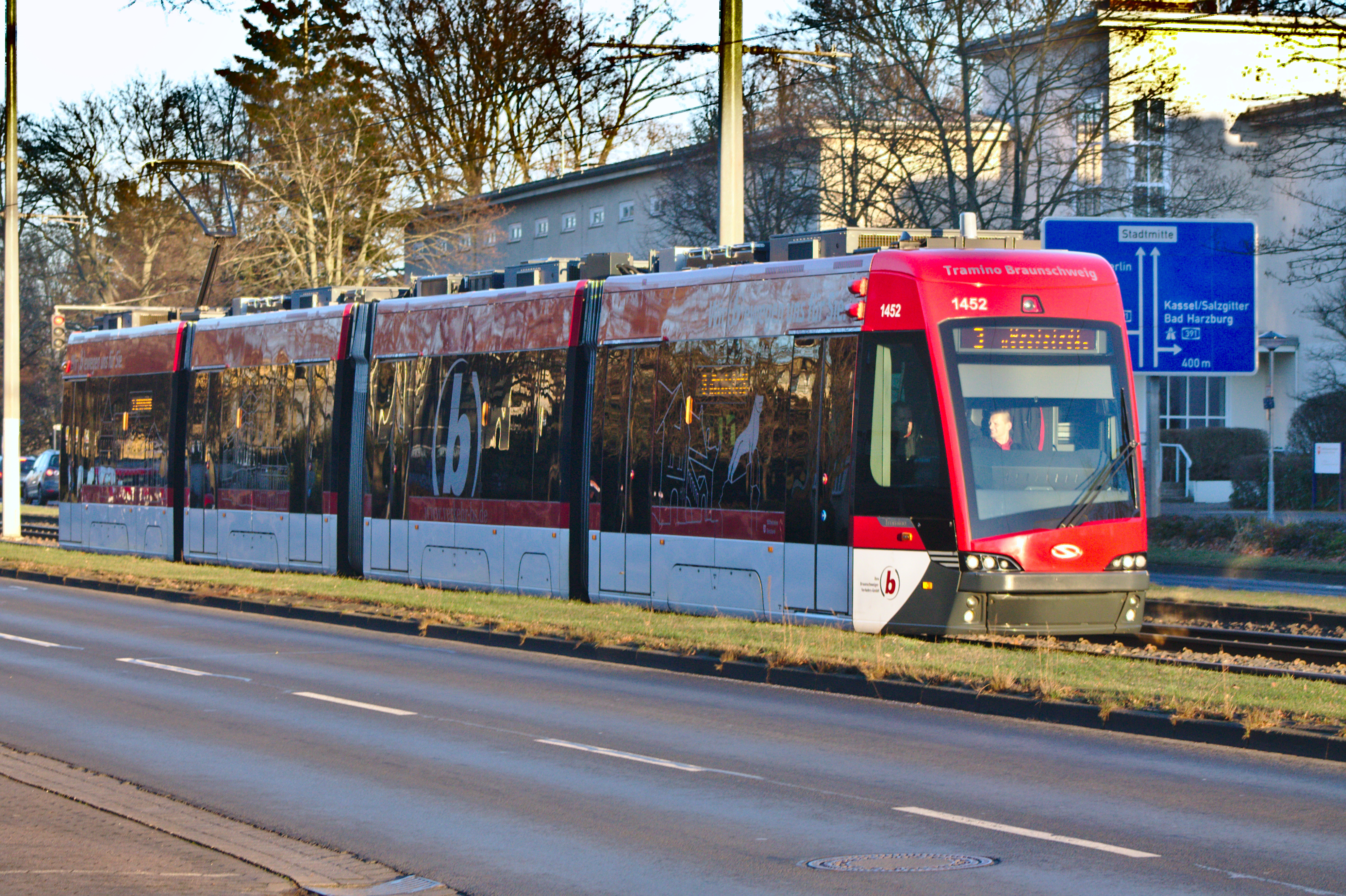
Niederflurstraßenbahn in der Münchenstraße

Die Weststadt hat einen Direktanschluss an die A 391 (Westtangente): Anschlussstelle Braunschweig-Weststadt.
Die Weststadt ist als autogerechter Stadtteil angelegt worden mit meistens ausreichender Anzahl von Parkplätzen. Es gibt unter anderem Straßenverbindungen nach Broitzem, der Gartenstadt, Timmerlah, Rüningen und zur Braunschweiger Innenstadt. Die Elbestraße soll zukünftig weitergeführt werden und an den Orten Broitzem, Timmerlah und Stiddien entlang bis nach Salzgitter-Thiede führen.
Im ÖPNV verfügt die Weststadt über zwei Straßenbahnstrecken, welche von den Straßenbahn-Linien 3 und 5 der Braunschweiger Verkehrs-GmbH befahren werden. Die beiden Strecken wurden am 28. Mai 1978 eröffnet. Sie ermöglichen eine Anbindung an die Innenstadt in nur wenigen Minuten. Vom Verkehrsknotenpunkt Donauknoten (Knotenpunkt Donaustraße / Elbestraße / Münchenstraße) starten mehrere Bus-Linien unter anderem nach Broitzem, Rüningen und Vallstedt.
Früher hatte die Weststadt einen Bahnanschluss mit dem Bahnhof Broitzem. Zukünftig soll wieder ein Haltepunkt (Braunschweig-West) entstehen, der die Weststadt an das Regionalbahnnetz anschließt. Der neue Haltepunkt an der Donaustraße/Friedrich-Seele-Straße soll unter anderem über P+R und B+R verfügen. Die Bauarbeiten haben entgegen den ursprünglichen Planungen noch nicht begonnen. Zwischenzeitlich (Stand: Dezember 2012) spricht der Zweckverband Großraum Braunschweig auf seiner Internetseite im Regionalbahnkonzept 2014+ nur noch davon, dass die Realisierung eines Haltepunktes geprüft wird.